# Ingo Schulze

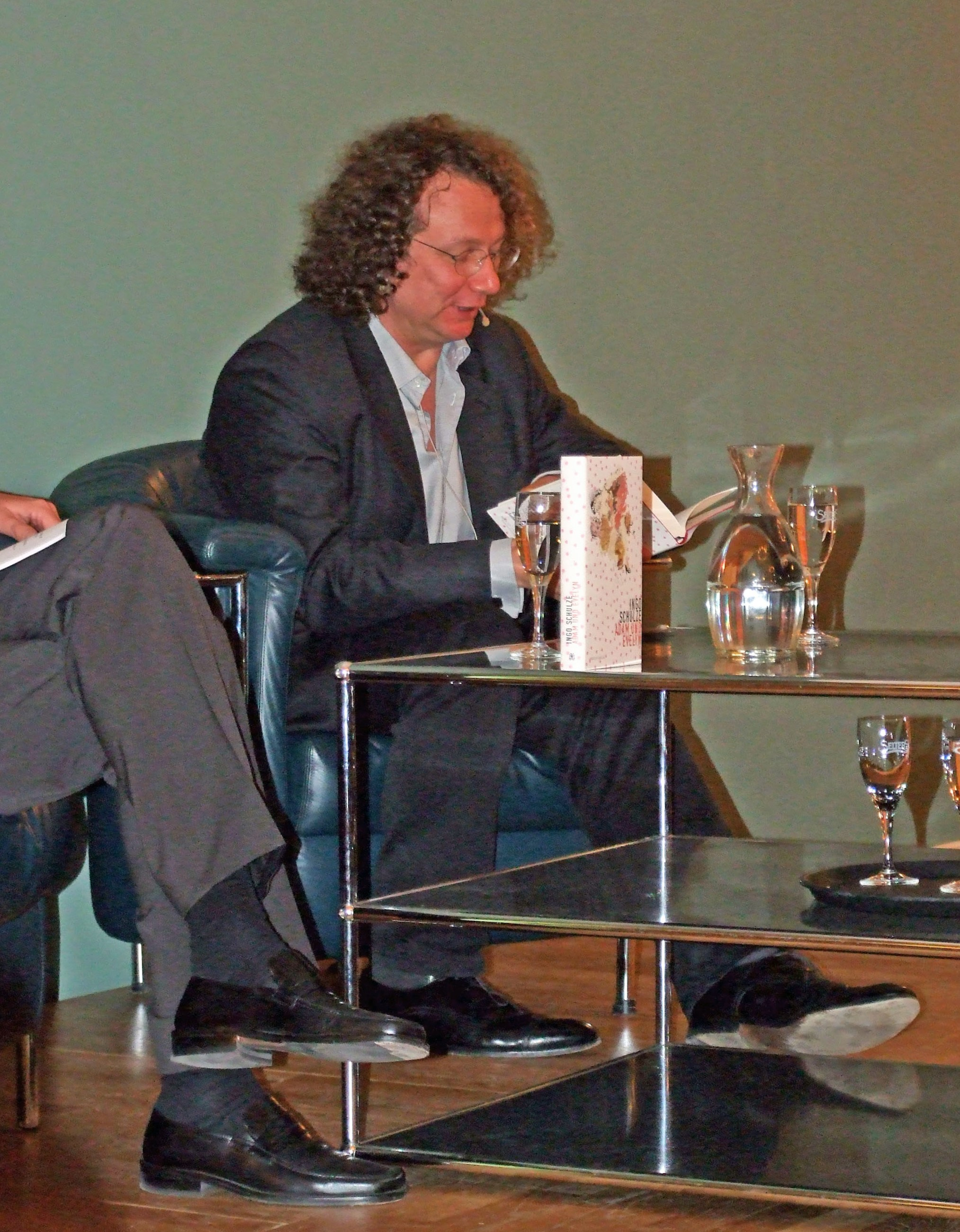
Ingo Schulze

Ingo Schulze (* 15. prosince 1962, Drážďany) je německý spisovatel.

## Život
Ingo Schulze se narodil jako syn profesora fyziky a lékařky. Po rozvodu rodičů vyrůstal u matky. Roku 1981 složil maturitní zkoušku na evangelickém gymnáziu v Drážďanech a na podzim 1981 nastoupil základní vojenskou službu v Národní lidové armádě tehdejší Německé demokratické republiky. Po skončení povinné osmnáctiměsíční služby zahájil roku 1983 studium klasické filologie (řečtiny a latiny) na univerzitě v Jeně, které roku 1988 zakončil diplomovou prací o řeckém dramatiku Eurípidovi. Následně působil do roku 1990 jako dramaturg zemského divadla v Altenburgu, než se definitivně rozhodl pro kariéru novináře. V roce 1993 strávil půl roku v Petrohradě, kde na zakázku jednoho německého podniku rozjížděl vydávání inzertních novin. Od poloviny 90. let je spisovatelem na volné noze.
Část roku 1996 strávil Ingo Schulze jako stipendista v New Yorku.
Ingo Schulze žije se svou manželkou Natalií a dvěma dcerami v Berlíně.

## Ocenění
- 1995 - Literární stipendium Alfreda Döblina (Alfred-Döblin-Förderpreis)
- 1995 - Cena Ernsta Willnera (Ernst-Willner-Preis)
- 1995 - Literární cena kulturního magazínu aspekte (Aspekte-Literaturpreis) za knihu 33 Augenblicke des Glücks
- 1998 - Berlínská literární cena (Berliner Literaturpreis)
- 1998 - Medaile Johannese Bobrowského (Johannes-Bobrowski-Medaille)
- 2001 - Cena Josepha Breitbacha (Joseph-Breitbach-Preis) společně s Thomasem Hürlimannem a Dieterem Wellershoffem
- 2006 - Cena Petera Weisse (Peter-Weiss-Preis)
- 2006 - tzv. užší nominace (finalista) na Německou knižní cenu za titul Neue Leben
- 2007 - Villa Massimo-Stipendium
- 2007 - Durynská literární cena (Thüringer Literaturpreis)
- 2007 - Cena Lipského knižního veletrhu (Preis der Leipziger Buchmesse) za soubor povídek Berlínské bolero (Handy)
- 2008 - Premio Grinzane Cavour
- 2008 - Cena Samuela Bogumila Lindeho (Samuel-Bogumil-Linde-Preis), společně s Olgou Tokarczukovou
- 2009 - tzv. širší nominace (longlist) na International IMPAC Dublin Literary Award
- 2011 - Mainzer Stadtschreiber
- 2013 - Brechtova cena města Augsburgu (Brecht-Preis der Stadt Augsburg)
- 2017 - Rheingau Literatur Preis
- 2017 - tzv. širší nominace na Německou knižní cenu za román Peter Holtz

## Přehled děl
- 33 Augenblicke des Glücks, 1995
- Simple Storys. Ein Roman aus der ostdeutschen Provinz, 1998
- Der Brief meiner Wirtin, 2000
- Von Nasen, Faxen und Ariadnefäden, 2000, společně s Helmarem Penndorfem
- Mr. Neitherkorn und das Schicksal, 2001
- Würde ich nicht lesen, würde ich auch nicht schreiben, 2002
- Neue Leben, 2005
- Handy, 2007
- Tausend Geschichten sind nicht genug. Leipziger Poetikvorlesung, 2008
- Adam a Evelyn, 2008
- Was wollen wir? Essays, Reden, Skizzen, 2009
- Eine Nacht bei Boris, 2009
- Orangen und Engel. Italienische Skizzen, 2010, s fotografiemi Matthiase Hocha
- Augusto, der Richter. Eine Erzählung, 2010, s grafikami od Petera Schnürperla.
- Unsere schönen neuen Kleider. Gegen die marktkonforme Demokratie – für demokratiekonforme Märkte, 2012
- Henkerslos. Ein Märchenbrevier, 2013, společně s Christine Traber, ilustroval Sebastian Meschenmoser
- Peter Holtz. Sein glückliches Leben erzählt von ihm selbst, 2017
- Die rechtschaffenen Mörder, 2020

### V českém překladu
- Obyčejný storky: román z východoněmecké provincie (Simple Storys), překlad: Jana Zoubková, Maťa 2003, ISBN 80-7287-065-3
- Adam a Evelyn (Adam und Evelyn), překlad: Tomáš Dimter, Vakát 2009, ISBN 978-80-87317-00-6
- Berlínské bolero: třináct klasických povídek (Handy), překlad: Tomáš Dimter, Vakát 2009, ISBN 978-80-903815-9-9